# Stare Miasto (Gniezno)
Stare Miasto – osiedle w centralnej części Gniezna, ok. 18 000 mieszkańców. Powstało w wyniku połączenia dawnych osad o charakterze miejskim Wzgórza Lecha, Wzgórza Panieńskiego (okolic obecnego Rynku).

## Ulice
- Rynek
- Kaszarska
- Św. Wawrzyńca (tylko do Placu Piłsudskiego)
- Franciszkańska
  - Kościół Wniebowzięcia Najświętszej Maryi Panny i św. Antoniego w Gnieźnie
- Farna
  - Kościół Świętej Trójcy w Gnieźnie
- Tumska
  - Bazylika prymasowska Wniebowzięcia Najświętszej Maryi Panny w Gnieźnie
- Św. Wojciecha
- Słomianka
- Jeziorna
- Cierpięgi
- Garbarska
- Warszawska (do Kościuszki)
- Rzeźnicka
- Moniuszki
- Mieszka I
- Krzywe Koło
- 3 Maja
- Dąbrówki

Na osiedlu istnieją przychodnie rodzinne i specjalistyczne, żłobek, przedszkola, szkoły podstawowe, gimnazja, szkoły średnie ogólnokształcące i zawodowe, uczelnie, urzędy pocztowe, banki. Centralne położenie skupiające główne węzły komunikacyjne MPK (prawie wszystkie linie) i dobrze rozwinięta sieć ulic zapewniają doskonałe połączenia z innymi osiedlami na terenie miasta. Od północy osiedle graniczy z dzielnicami Winiary i Kustodia, od południa z dzielnicami Osiedle Grunwaldzkie i Kawiary, od wschodu z dzielnicami Osiedle Tysiąclecia i Konikowo, od zachodu z dzielnicami Dziekanka, Dalki, Piekary.